# Francisco Bence

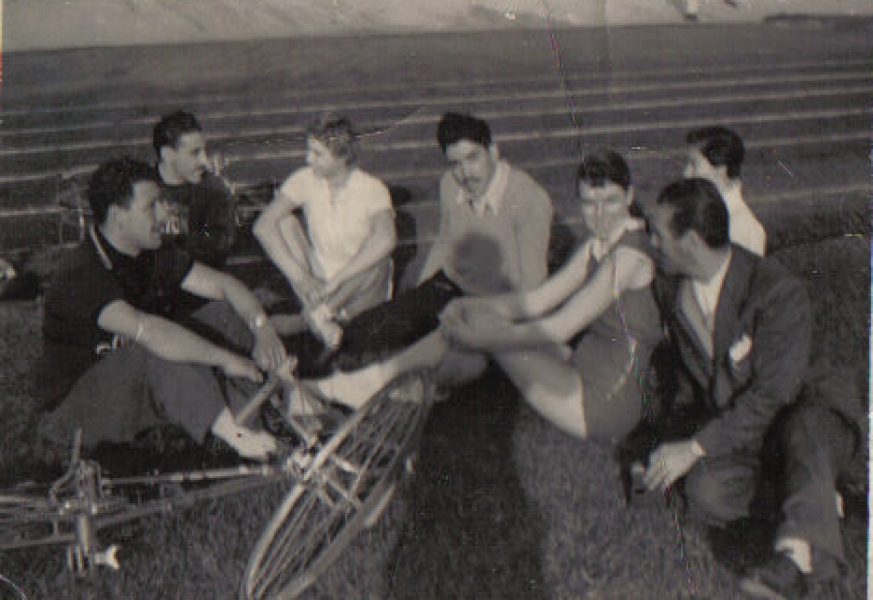
Bence, el primero a la izquierda, en un descanso durante su gira deportiva por Chile, 1953.

Francisco Bence, "Pancho" o "Cabeza" (1 de enero de 1922 en el barrio Reus de Montevideo, Uruguay) fue un destacado ciclista de la década del 50, del barrio de Capurro de su ciudad natal. Formó parte del plantel del Club Atlético Policial, participando de las Vueltas Ciclistas del Uruguay desde el año 1953 hasta su retiro en 1956. Fue ídolo popular en su ciudad natal, debido a su fuerza y su coraje sin igual, sobre todo cuando la carrera se ponía trabajosamente dura y complicada. Fue amigo de “Pocho” de los Santos, René Deceja, Atilio François y tantos otros ciclistas de antaño.
Bence tuvo una niñez muy pobre y debió trabajar desde muy joven. Sus tareas deportivas más destacadas fueron en el año 1954, cuando logró el 5° puesto en la Vuelta al Uruguay y en 1955, cuando ganó la última etapa en la entrada a Montevideo. Su actividad ciclista lo llevó a una exitosa gira por Chile en 1953. Falleció en 2003. 